# Tony Award al miglior revival di un musical
Il Tony Award for Best Revival of a Musical (Tony Award per il miglior revival di un musical) è un riconoscimento teatrale consegnato dal 1994 per premiare i migliori revival di musical a Broadway. Prima del '94 il premio era integrato con quello del Miglior revival teatrale.
Per revival si intende un musical che ritorna a Broadway dopo la chiusura della prima produzione, o comunque spettacoli che vengono considerati far parte nel comune repertorio del teatro musicale.

## Vincitori e candidati

### Anni 1990
- 1994
  - Carousel
  - Damn Yankees
  - Grease
  - She Loves Me
- 1995
  - Show Boat
  - How to Succeed in Business Without Really Trying
- 1996
  - The King and I
  - A Funny Thing Happened on the Way to the Forum
  - Hello, Dolly!
  - Company
- 1997
  - Chicago
  - Annie
  - Candide
  - Once Upon a Mattress
- 1998
  - Cabaret
  - 1776
  - The Sound of Music
- 1999
  - Annie Get Your Gun
  - Little Me
  - Peter Pan
  - You're a Good Man, Charlie Brown

### Anni 2000
- 2000
  - Kiss Me, Kate
  - Jesus Christ Superstar
  - The Music Man
  - Tango Argentino
- 2001
  - 42nd Street
  - Bells Are Ringing
  - Follies
  - The Rocky Horror Show
- 2002
  - Into the Woods
  - Oklahoma!
- 2003
  - Nine
  - Gypsy
  - La bohème
  - Man of La Mancha
- 2004
  - Assassins
  - Big River
  - Fiddler on the Roof
  - Wonderful Town
- 2005
  - La Cage aux Folles
  - Pacific Overtures
  - Sweet Charity
- 2006
  - The Pajama Game
  - Sweeney Todd
  - The Threepenny Opera
- 2007
  - Company
  - The Apple Tree
  - A Chorus Line
  - 110 in the Shade
- 2008
  - South Pacific
  - Grease
  - Gypsy
  - Sunday in the Park with George
- 2009
  - Hair
  - Guys and Dolls
  - Pal Joey
  - West Side Story

### Anni 2010
- 2010
  - La cage aux folles
  - Finian's Rainbow 
  - A Little Night Music
  - Ragtime
- 2011
  - Anything Goes
  - How to Succeed in Business Without Really Trying
- 2012
  - Porgy and Bess
  - Evita
  - Follies
  - Jesus Christ Superstar
- 2013
  - Pippin
  - Annie
  - The Mystery of Edwin Drood
  - Rodgers + Hammerstein's Cinderella
- 2014
  - Hedwig and the Angry Inch
  - Les Misérables
  - Violet
- 2015
  - The King and I
  - On the Town
  - On the Twentieth Century
- 2016
  - The Color Purple
  - Fiddler on the Roof
  - She Loves Me
  - Spring Awakening
- 2017
  - Hello, Dolly!
  - Falsettos
  - Miss Saigon
- 2018
  - Once on This Island
  - Carousel
  - My Fair Lady
- 2019
  - Oklahoma!
  - Kiss Me, Kate

### Anni 2020
- 2020: La categoria non è stata assegnata a causa dell'impatto della pandemia COVID-19 sulla stagione di Broadway 2019-20[1]
- 2021: La categoria non è stata assegnata a causa dell'impatto della pandemia COVID-19 sulla stagione di Broadway 2020-21
- 2022
  - Company
  - Caroline, or Change
  - The Music Man
- 2023
  - Parade
  -  Into the Woods
  -  Camelot
  -  Sweeney Todd: The Demon Barber of Fleet Street